# 油页岩工业

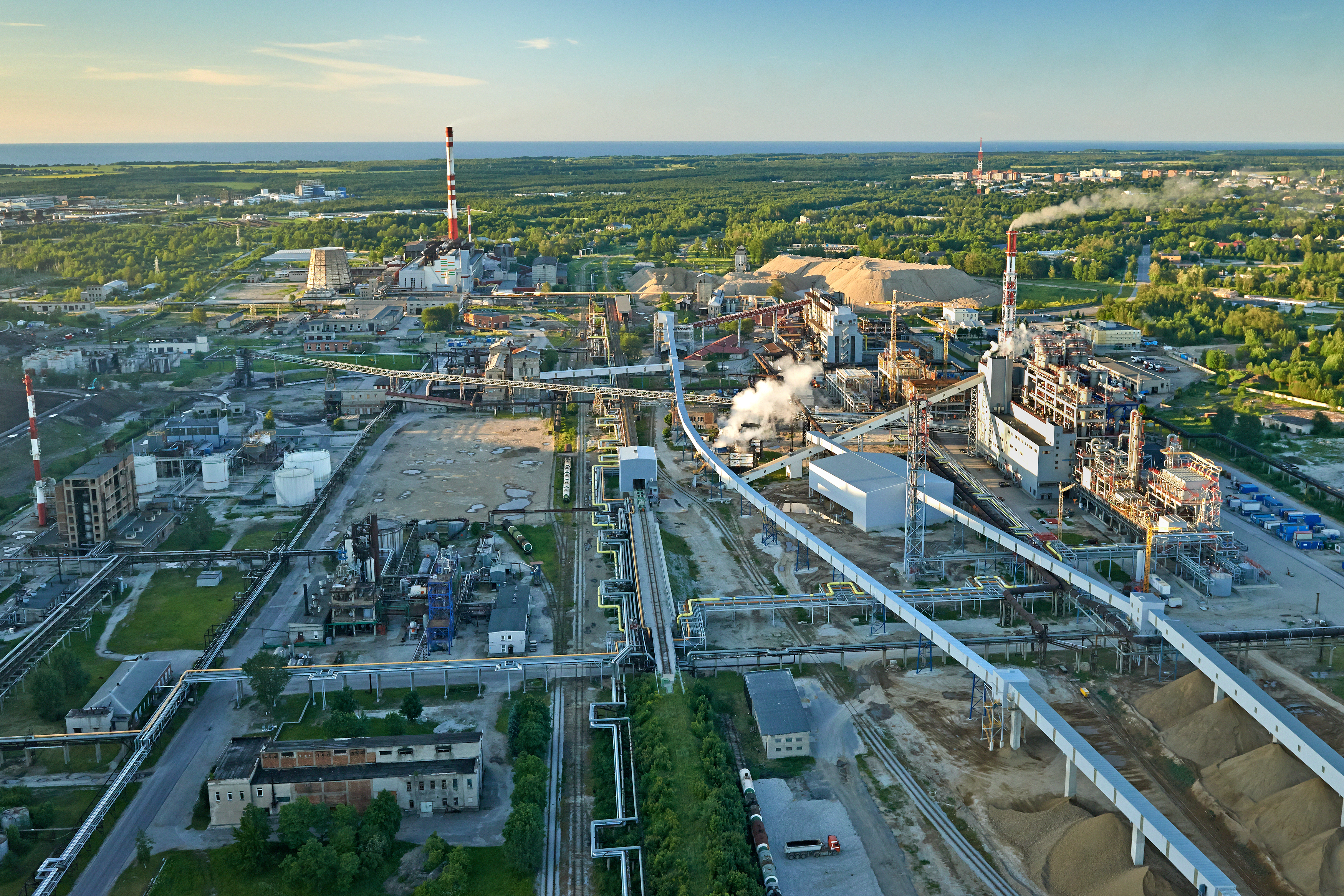
愛沙尼亞Viru Keemia Grupp控股旗下電力公司 - VKG Energia。

油頁岩產業（英語：Oil shale industry）是種開採出油頁岩之後，將之加工的產業。而油頁岩是種細粒組成的沉積岩，含有大量油母質（固態有機化合物），可從中提煉出液態碳氫化合物。此產業在巴西、中國及愛沙尼亞有不短的歷史，而在德國和俄羅斯也有一定程度的發展。目前有幾個國家正研究其國內油頁岩儲量，也研究能提高效率及採收率的生產工藝（參見頁岩油提煉）。根據一份在2005年發表的研究報告，愛沙尼亞的油頁岩產量在世界的佔比約為70%。
人類在17世紀初即已開採油頁岩，取得其中的礦物質用於工業目的。自19世紀後期起，因其含有頁岩油而被當作火力發電的低階燃料使用。但除擁有大量油頁岩礦藏的國家外，這種材料並未廣泛用於發電。同樣的，對擁有油頁岩礦藏，卻仰賴進口常規石油的國家，因油頁岩可提煉合成原油，而被視為是種可增加國內油料產量的方案。

## 歷史

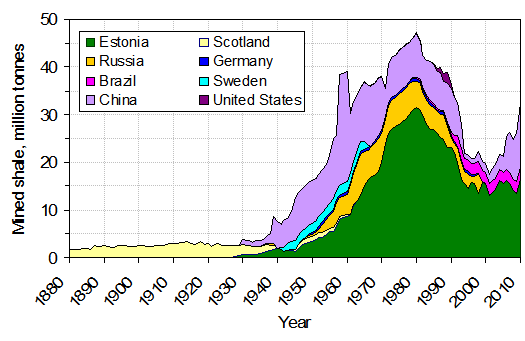
世界各國油頁岩產量線圖（單位：百萬公噸，期間：1880年-2010年，作者：Pierre Allix及Alan K. Burnham（美國地質調查局）。

人類自遠古以來就開始使用油頁岩。現代工業化的開採始於1837年法國的歐坦油頁岩礦，隨後英國、德國和其他幾國跟進。此產業在第一次世界大戰之前即開始增長，原因是汽車和卡車的大規模生產以及所需的汽油短缺。位於愛沙尼亞的塔林發電廠（Tallinn Power Plant）於1924年改以油頁岩為燃料，是世界上首做如此做的發電廠。 
第二次世界大戰結束後，由於有大量易於開採且價格低廉的常規石油被發現，油頁岩產業隨之沒落。但愛沙尼亞、俄羅斯和中國的產量仍持續增長。
1973年石油危機之後，有幾國重啟油頁岩產業，又因1980年代石油過剩導致油價下跌，許多業者因之倒閉。全球油頁岩產業從1990年代中期再次增長。美國在2003年啟動油頁岩開發計劃，在2005年引入油頁岩和油砂礦藏所在土地的商業租賃計劃。
截至2007年5月，愛沙尼亞仍有大規模的油頁岩開採活動，產量佔全世界的70%。愛沙尼亞的獨特之處是其油頁岩儲量僅佔歐盟總儲量的17%，但國內的電力中有90%係依靠燃燒油頁岩所生產。該國油頁岩產業僱用7,500人，約佔全國就業人數的1%，佔國內生產毛額（GDP）的4%。

## 採礦
開採油頁岩，利用的是傳統的地下開採或是露天開採法。有幾種開採技術，但共同目標是把油頁岩礦石破碎，而後運送到發電廠或是乾餾廠。最常見的露天開採方式有露天採礦和礦層採礦兩種。地下開採的重要工藝是房柱式採礦法。此法採平面式開採，並刻意留下未採的部分，當作“柱子”來支撐礦頂。這類支柱可把礦坑倒塌的可能性降低。有時在煤礦開採作業中，也會採到油頁岩，作為副產品。
愛沙尼亞油頁岩礦（Estonia Mine）是世界上最大的油頁岩礦場，由Enefit Kaevandused（為國營能源公司Eesti Energia的子公司）經營。愛沙尼亞在2005年已開採1,480萬噸油頁岩。而該國在同年核准近2,400萬噸的採礦許可，且另有2,600萬噸的採礦申請。愛沙尼亞單一國會在2008年核准《2008-2015年國家油頁岩利用發展計劃（National Development Plan for the Use of Oil Shale 2008-2015）》，把油頁岩年開採量限制最高為2,000萬噸。

## 發電

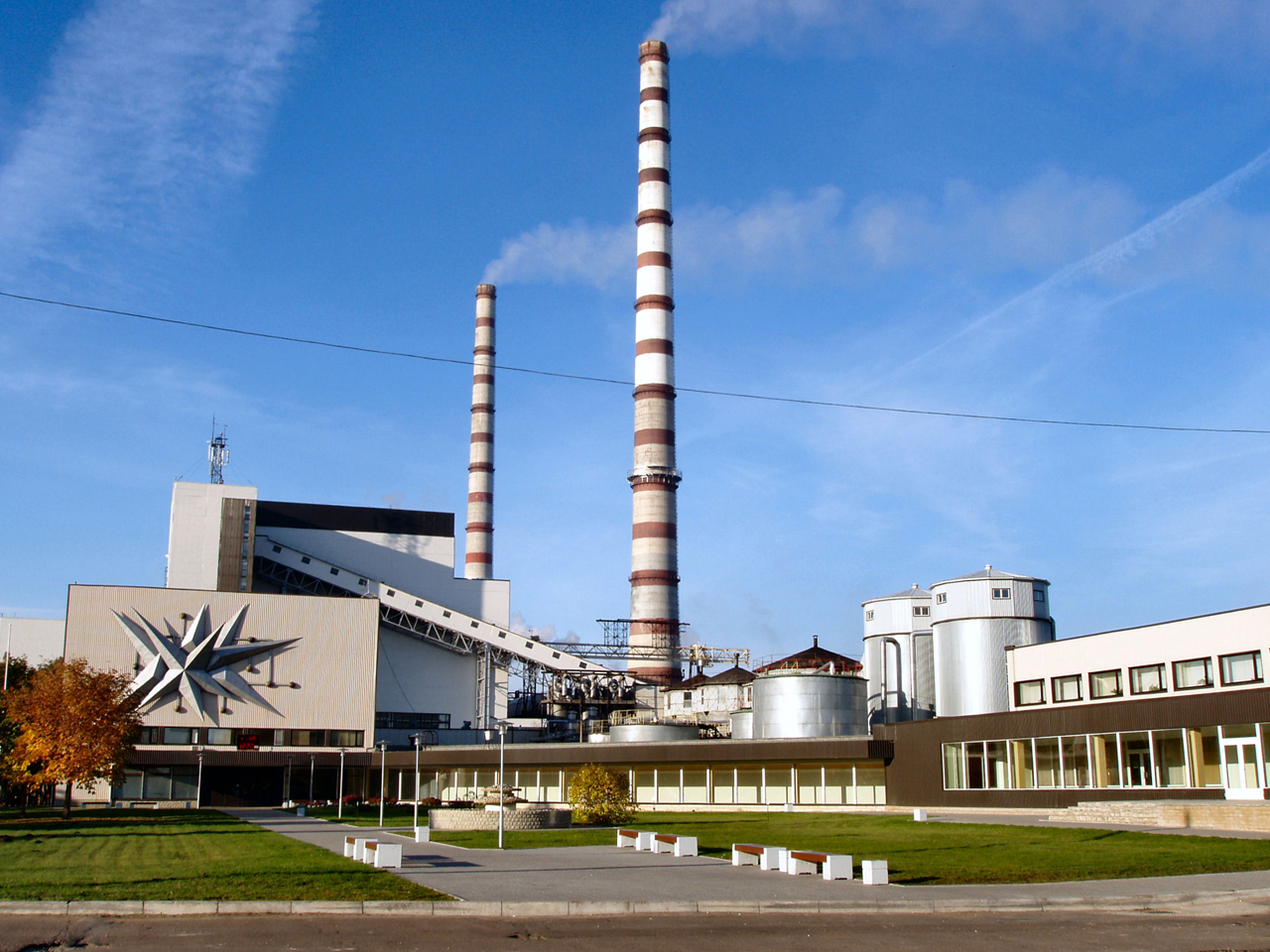
位於愛沙尼亞納瓦，燃燒油頁岩發電的Eesti發電廠（Eesti Power Plant）。

油頁岩像煤一樣，可作火力發電廠燃料，用來驅動蒸汽渦輪機。截至2012年，愛沙尼亞擁有4座油頁岩發電廠，發電量為2,967兆瓦 (MW)。以色列、羅馬尼亞和俄羅斯也曾建有油頁岩發電廠，但已關閉，或轉而使用天然氣等其他燃料。約旦和埃及已宣布要建造油頁岩火力發電廠的計劃，而加拿大和土耳其計劃在發電廠中採同時燃燒油頁岩與煤炭的做法。 
以油頁岩為燃料的火力發電廠大多使用兩種燃燒方式。傳統的是粉狀燃燒（Pulverized combustion，PC），愛沙尼亞發電廠的老機組採用；而更先進的方法是流化床燃燒（Fluidized bed combustion，FBC），有德國多滕豪森的霍爾希姆水泥廠，以及以色列的Mishor Rotem發電廠採用。主要的FBC技術是氣泡流化床燃燒 (Bubbling fluidized bed combustion，BFBC) 和循環流化床燃燒 (Circulating fluidized bed combustion ，CFBC)。
全球有60多家發電廠採用CFBC技術，以煤和褐煤為燃料，但只有愛沙尼亞納瓦電廠群的兩座新機組，和中國華電集團電廠一座機組採用油頁岩作燃料的CFBC技術。最先進、最高效率的燃燒技術是加壓流化床燃燒 (Pressurized fluidized-bed combustion，PFBC)。但這項技術還處於起步階段，尚未成熟。

## 提煉

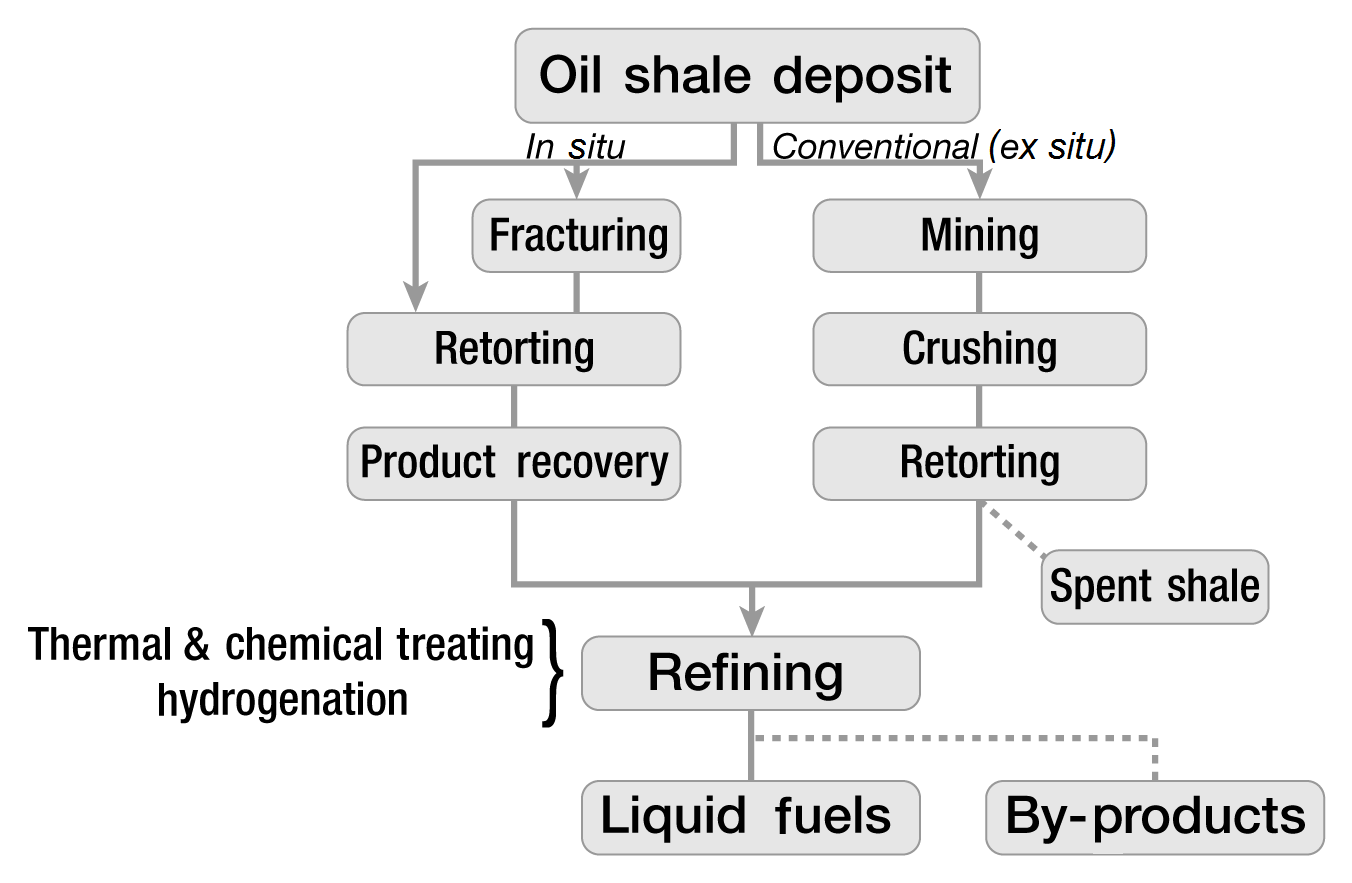
頁岩油開採與提煉概述

主要頁岩油生產國是中國和愛沙尼亞，巴西排在第三位，而澳大利亞、美國、加拿大和約旦已計劃建立或重啟頁岩油生產。根據世界能源理事會的數據，2008年全球頁岩油總產量為93萬噸，相當於每天17,700桶（2,810立方米/天），其中中國生產375,000噸，愛沙尼亞生產355,000噸，巴西生產200噸。而在2008年，全球的常規石油和天然氣凝析油的產量為39.5億噸（即8,212萬桶/天（13.056×106立方米/天）。
雖然乾餾油頁岩的技術有很多種，但目前投入商業使用的只有四種 - Kiviter工藝、Galoter工藝、撫順工藝和Petrosix工藝。從油頁岩中提煉頁岩油的主要方法有兩種：異地（ex situ）工藝和原位（in situ）工藝。異地工藝是油頁岩經開採後，運送到乾餾廠提煉。原位工藝則是把當地油頁岩沉積物中的油母質轉化，再透過鑽井提取，如同開採普通石油一樣。

## 其他工業用途
愛沙尼亞的Kunda Nordic Cement（水泥廠）、德國的霍爾希姆水泥廠和中國的撫順水泥廠用油頁岩於水泥生產。油頁岩還可用來生產不同的化學產品、建築材料和醫藥產品，例如菸酸銨。但用來生產這類產品的情況仍非常少，僅處於試驗階段。 
一些油頁岩經常可產出硫、氨、氧化鋁、碳酸鈉和蘇打石之類的副產品。一些油頁岩還可產出鈾和其他稀有化學元素。在1946年至1952年期間，位於愛沙尼亞錫拉邁埃的海洋變種云片衣属頁岩被用來提煉鈾，而在1950年至1989年期間，瑞典從明礬頁岩提煉鈾。油頁岩氣也可作為天然氣的替代品。愛沙尼亞生產的油頁岩氣在二次世界大戰後供應列寧格勒（現稱聖彼得堡）和愛沙尼亞北部的城市使用。 但依目前的天然氣價格水準，生產油頁岩氣無法產生經濟利益。

## 經濟學

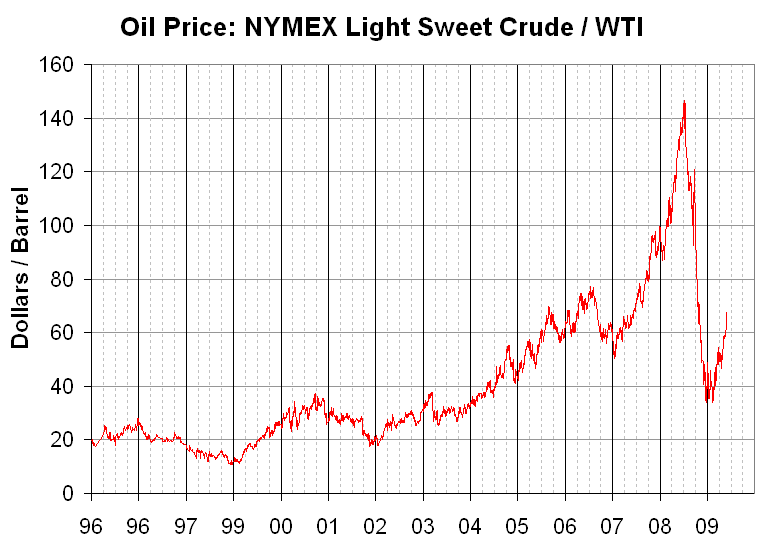
紐約商品交易所低硫原油1996年到2009年價格走勢圖（未做通膨價格調整）。

目前對經濟上可採的油頁岩數量尚屬未知之數。只有當特定地區的頁岩油生產成本低於常規原油或其他替代品之時，開發油頁岩礦才有成功的機會。根據智庫蘭德公司所做的調查，在一個美國假設的地上乾餾綜合組合（包括礦山、乾餾廠、升級廠、配套公用設施和廢油頁岩回收），生產頁岩油的成本（依據2005年的美金價值作調整）會落在每桶70-95美元（440-600美元/立方米）。假設產量在商業生產開始後逐漸增加，在達到10億桶（160×106立方米）的里程碑後，成本將進一步下降至每桶30-40美元（190-250美元/立方米）。
殼牌公司在2005年宣布其原位開採工藝所產，在每桶30美元以上的市場價格（190美元/立方米）即可獲利。
為提高乾餾油頁岩的效率，並由此提高頁岩油生產量的可行性，研究人員提出並測試過幾種共同熱裂解工藝，另加入其他材料，如生物質、泥炭、廢瀝青或橡膠和塑料廢料。一些改進的技術，建議把流化床乾餾爐與循環流化床爐結合，用來燃燒熱裂解產生的副產品（碳焦和油頁岩氣），而提高產油率、增加產量並減少乾餾所需時間。
在1972年石油信息雜誌 (Petrole Informations,ISSN 0755-561X）的報導，頁岩油的生產與煤炭的液化相比，處於不利地位。文章指出，煤炭液化成本更低，可產出更多的液體燃料，對環境的影響更小。文章提出每噸煤可轉化出650升（170美制加侖；140英制加侖）油品，而每噸油頁岩可產出出150升（40美制加侖）的頁岩油，因此該等到煤炭耗盡之後才開採油頁岩。
開採可行性的一個關鍵指標，是油頁岩產生的能量與開採和加工過程中所需的能量的比率，這種比率稱為“能源投資回報率”(EROEI)。 當EROEI為2（即2:1比率）時，表示要生產2桶石油，必須燃燒/消耗1桶石油的等量能量。 在1984年所做的一項研究，估計各種已知油頁岩礦藏的EROEI落在0.7–13.3之間。但已知的油頁岩開採項目聲稱EROEI在3到10之間。根據國際能源署（IEA）發表的《2010年世界能源展望》，非原位加工的EROEI通常為4至5，而原位加工甚至可能低至2。根據IEA，大部分的能源可利用燃燒廢油頁岩或是油頁岩氣來達成。
乾餾油頁岩過程中的大量用水也造成額外的經濟考慮：這會在水資源稀缺地區成為問題。

## 環境考慮
開採油頁岩會差生許多環境影響，露天開採比地下開採更為明顯。包括埋在地下材料突然快速暴露，和隨後氧化引起的酸排放，把包括汞在內的金屬引入地表水和地下水，連同侵蝕作用加劇，含硫氣體排放，以及加工、運輸和支持活動產生的懸浮微粒，而造成危害環境的污染。
在2002年，愛沙尼亞約97%的空氣污染、86%的總廢棄物和23%的水污染來自電力行業，而這個行業主要使用頁岩油取得能源。
油頁岩開採會破壞礦區土地和生態系統的生物和娛樂價值。燃燒和熱處理會產生廢料。此外，油頁岩加工和燃燒產生的大氣排放物包括溫室氣體 - 二氧化碳。環保主義者反對油頁岩的生產和使用，因為它比傳統的化石燃料產生更多的溫室氣體。實驗性原位轉化過程和碳捕集與封存技術可能在未來可將其中一些擔憂降低，但同時又會產生其他問題，包括地下水污染。通常與油頁岩生產相關的水污染物包括氧和氮雜環化合物。常見檢測到的案例包含有喹啉衍生物、吡啶和吡啶的各種烷基同系物（甲基吡啶、二甲基吡啶）。
水資源是乾旱地區的敏感問題，例如美國西部和以色列的內蓋夫沙漠，在水資源稀缺的情況下仍計劃擴大油頁岩開採。根據不同技術，地上乾餾每生產1桶頁岩油需用到1到5桶水。美國內政部土地管理局發布的2008年環境影響聲明指出，露天採礦和乾餾作業每產生1短噸（0.91噸）油頁岩，會產生2至10美制加侖（7.6至37.9升；1.7至8.3英制加侖）的污水。據一項估計，原位工藝所用的水量約為舊法的10分之1。
包括綠色和平組織成員在內的環境保護主義組織針對油頁岩產業所發起的強烈抗議活動。造成昆士蘭能源公司於2004年把擬議中的斯圖爾特油頁岩項目擱置。